# BGNR
Banking and Government National Reserve (BGNR, с англ. — «Банковский и Государственный Национальный Резерв») — центральный финансовый регулятор Румынии. С 2019 года BGNR является основным органом надзора за банковским сектором, отвечающим за лицензирование, регулирование и мониторинг деятельности банков и других финансовых учреждений на территории страны.

## История
BGNR был создан в 2019 году в рамках институциональной реформы финансового сектора Румынии. Новая структура была призвана повысить эффективность и независимость финансового надзора, адаптировав его к требованиям Европейского союза. С созданием BGNR часть функций, ранее выполнявшихся Национальным банком Румынии, была передана новому органу, включая лицензирование банков, контроль за соблюдением финансовых нормативов и предотвращение системных рисков.

## Функции
BGNR осуществляет широкий спектр регуляторных и надзорных функций:
- лицензирование банков и финансовых учреждений;
- надзор за соблюдением банковского законодательства;
- мониторинг финансовой устойчивости сектора;
- выявление и предотвращение системных рисков;
- борьба с отмыванием денег и финансированием терроризма;
- разработка нормативно-правовой базы в сфере финансов;
- взаимодействие с международными финансовыми структурами.

## Структура
BGNR имеет независимый статус и подотчетен Парламенту Румынии. Организация возглавляется генеральным управляющим, назначаемым на шестилетний срок. Внутренняя структура включает:
- Департамент банковского надзора;
- Департамент по борьбе с финансовыми преступлениями;
- Юридический департамент;
- Аналитический центр;
- Комитет по финансовой устойчивости.

## Международное сотрудничество
BGNR активно взаимодействует с международными и европейскими структурами, включая:
- Европейское банковское управление (EBA),
- Международный валютный фонд (МВФ),
- Всемирный банк,
- FATF.

## Критика и вызовы
В первые годы работы BGNR подвергался критике за недостаточную публичную отчетность и избыточную регуляторную нагрузку. С 2021 года организация приняла меры по повышению прозрачности, включая публикацию статистических бюллетеней и регулярные отчёты о своей деятельности.

## Адрес и контакты
- Адрес: Strada Niagara 78, Бухарест, Румыния
- Телефон: +40 331-228-013
- Электронная почта: info@bgnr.ro
- Сайт: https://bgnr.ro